# Jana Holá (ekonomka)
Jana Holá (* 1966) je česká ekonomka, manažerka a vysokoškolská učitelka, v letech 2019 až 2023 děkanka Fakulty zdravotnických studií Univerzity Pardubice (FZS UPCE). 

## Životopis
Narodila se v roce 1966. V roce 1988 absolvovala studium ekonomiky spotřebního průmyslu na Technické univerzitě v Liberci. V letech 1992 až 2004 pracovala v různých soukromých společnostech v oblasti informačních a komunikačních technologiích na pozici manažerky, ředitelky či marketérky. V roce 2004 absolvovala doktorské studium ekonomiky a řízení podniku a od tohoto roku se začala naplno věnovat akademické dráze. V letech 2004 až 2009 působila jako odborná asistentka na Fakultě elektrotechniky a informatiky Univerzity Pardubice než v roce 2009 přešla na Fakultu zdravotnických studií Univerzity Pardubice, kde se stala vedoucí Katedry informatiky, managementu a radiologie.
V roce 2017 se habilitovala v oboru ekonomika a management na Ekonomické fakultě Jihočeské univerzity. V letech 2014 až 2019 působila na FZS UPCE jako proděkanka pro vědu a výzkum, než se v roce 2019 sama stala děkankou fakulty, když ve funkci vystřídala Josefa Fuska. Mandát jí vypršel v roce 2023, kdy ji ve funkci nahradil Karel Sládek.
Jejím dlouhodobým hlavním zájmem je management ve zdravotnictví. Dále se věnuje mj. problematice manažerské komunikace či pracovní spokojenosti ve zdravotnictví. Stala se lektorkou manažerské komunikace v Nemocnici Pardubického kraje, Fakultní nemocnici Hradec Králové a v IKEMu. V roce 2022 se stala členkou European Health Management Association.

### Politické působení
V komunálních volbách v roce 2014 úspěšně kandidovala na jako nestranička na 5. místě kandidátní listiny subjektu ZA SEZEMICE KRÁSNĚJŠÍ na funkci zastupitelky Sezemic. V komunálních volbách v roce 2018 mandát zastupitelky obce obhájila, když opět kandidovala na 5. místě stejnojmenné kandidátní listiny. Stejným způsobem byla zvolena i v komunálních volbách v roce 2022. V zastupitelstvu města působila mj. jako členka jeho finančního výboru. V krajských volbách v roce 2024 kandidovala na 9. místě kandidátní listiny STAN na funkci krajské zastupitelky Pardubického kraje. Získala 243 preferenčních hlasů a stala se šestou náhradnicí.
Žije v městské části Sezemic zvané Veská. Ve volném čase se ráda věnuje sportu a cestování.